# Unterseeboot 573
L'Unterseeboot 573 ou U-573 est un sous-marin allemand (U-Boot) de type VIIC utilisé par la Kriegsmarine pendant la Seconde Guerre mondiale et ayant servi dans la Marine espagnole de 1947 à 1970 sous le nom de G-7 puis S-01.
Le sous-marin fut commandé le 24 octobre 1939 à Hambourg (Blohm & Voss), sa quille fut posée le 8 juin 1940, il fut lancé le 17 avril 1941 et mis en service le 5 juin 1941, sous le commandement du Kapitänleutnant Heinrich Heinsohn.
L'U-573 fut vendu le 9 août 1942 à la marine espagnole et prit le nom de G-7.

## Conception
Unterseeboot type VII, l'U-573 avait un déplacement de 769 tonnes en surface et 871 tonnes en plongée. Il avait une longueur totale de 67,10 m, un maître-bau de 6,20 m, une hauteur de 9,60 m et un tirant d'eau de 4,74 m. Le sous-marin était propulsé par deux hélices de 1,23 m, deux moteurs diesel Germaniawerft M6V 40/46 de six cylindres en ligne de 1400 cv à 470 tr/min, produisant un total de 2 060 à 2 350 kW en surface et de deux moteurs électriques BBC GG UB 720/8 de 375 cv à 295 tr/min, produisant un total 550 kW, en plongée. Le sous-marin avait une vitesse en surface de 17,7 nœuds (32,8 km/h) et une vitesse de 7,6 nœuds (14,1 km/h) en plongée. Immergé, il avait un rayon d'action de 80 milles marins (150 km) à 4 nœuds (7,4 km/h; 4,6 milles par heure) et pouvait atteindre une profondeur de 230 m. En surface son rayon d'action était de 8 500 milles nautiques (soit 15 700 km) à 10 nœuds (19 km/h).
L'U-573 était équipé de cinq tubes lance-torpilles de 53,3 cm (quatre montés à l'avant et un à l'arrière) qui contenait quatorze torpilles. Il était équipé d'un canon de 8,8 cm SK C/35 (220 coups) et d'un canon antiaérien de 20 mm Flak. Il pouvait transporter 26 mines TMA ou 39 mines TMB. Son équipage comprenait 4 officiers et 40 à 56 sous-mariniers.

## Historique
Il reçut sa formation de base au sein de la 3. Unterseebootsflottille jusqu'au 1er septembre 1941, il intégra sa formation de combat dans cette même flottille et fut transféré dans la 29. Unterseebootsflottille le 1er janvier 1942.

### Service dans la Kriegsmarine
Sa carrière opérationnelle commença le 27 septembre 1941. Il navigua dans l'Atlantique Nord entre l'Islande et les îles Féroé. L'U-573 participa à quelques recherches de convois mais elles se révélèrent toutes infructueuses, il rentra donc à Saint-Nazaire, en France occupée, le 15 novembre.
Il quitta sa base le 11 décembre 1941 pour la Méditerranée. L'U-573 passa le détroit de Gibraltar dans la nuit du 18 décembre 1941. Le 21 décembre, presque à minuit, il torpilla à deux reprises et envoya par le fond un cargo norvégien, près du cap Négro (Tunisie). Il arriva à Messine le 27 décembre et à Pula le 30 décembre après 20 jours en mer.
Lors de sa troisième patrouille, il navigua vers l'Est de la Méditerranée, mais il ne rencontra aucun succès.
Le 19 avril 1942 il prit la mer pour l'ouest de la Méditerranée. Le 1er mai, un Hudson du Sqn 233 de la RAF, volant à 500 mètres d'altitude repéra l'U-573 et l'attaqua en lui lançant trois charges de profondeur. Deux de ces charges touchèrent l'U-Boot. Des voies d'eau apparurent et il perdit du gazole en abondance. Un des hommes d'équipage du U-573 trouva la mort lors du mitraillage par l'Hudson, alors qu'il se trouvait avec neuf autres camarades les mains en l'air sur le pont. À court de carburant, l'Hudson regagna sa base. L'équipage de l'avion sera par la suite fortement réprimandé. Bien que le sous-marin ne put plonger, le commandant Heinsohn échappa aux recherches aériennes et navales alliées. Il arriva à Carthagène le 2 mai, aidé par deux remorqueurs de la Marine espagnole.
En vertu des accords internationaux, un navire de guerre d'une nation belligérante ne peut stationner dans un port neutre plus de quarante-huit heures pour effectuer des réparations urgentes (c'est ce délai qui fut la cause du sabordage en 1939 du cuirassé de poche allemand Graf Spee). 
Les relations de Franco avec les Allemands, alliés depuis la guerre civile, portent le délai de réparation à trois mois. Cette dérogation, contraire aux accords internationaux, fait l'objet de vives protestations de l'ambassade britannique à Madrid. Le délai supplémentaire demeura insuffisant pour réparer le sous-marin ; le 19 mai le commandant Heinsohn rentra à Berlin pour y recevoir des ordres de ses supérieurs. Après négociations, le sous-marin fut finalement vendu à l'Espagne le 2 août 1942 (la veille de la fin des trois mois), pour 1,5 million de Reichsmarks. Le pavillon espagnol fut hissé à bord et il fut rebaptisé G-7.
Les hommes d'équipage sont internés à Carthagène puis progressivement rapatriés en Allemagne par groupe de deux ou trois. Les cinq derniers membres d'équipage restent internés jusqu'au 13 février 1943. En mars 1943, le commandant retourne à la Kriegsmarinearsenal à Gotenhafen, en Pologne occupée. Il prend le commandement de l'U-438 ; il meurt avec tout l'équipage deux mois plus tard.

### Service dans l'Armada espagnole
Les réparations du G-7 ex U-573 s'achèvent en 1947, car l'économie espagnole reste faible. Le sous-marin est remis en service le 5 novembre 1947, son canon antiaérien de 20 mm étant retiré.
Entre-temps, les Espagnols avaient procédé à l'étude approfondie du navire, avec l'intention de construire une série de sous-marins dérivés du G-7 ; ce projet est annulé en 1960. Il est vrai que le type VII C commençait alors à dater, en regard des progrès techniques accomplis depuis la fin de la Seconde Guerre mondiale. Le sous-marin, notamment, ne disposait ni de radar ni de Schnorkel.
En 1958, le G-7 fut utilisé dans un film (U 47 – Kapitänleutnant Prien) retraçant l'épopée de l'U-47 et du commandant Prien coulant le cuirassé HMS Royal Oak, à Scapa Flow en 1939.
En juin 1961, la marine espagnole le rebaptisa S-01.
Le 2 mai 1970, il est rayé des listes après vingt-trois ans de service. Il est vendu aux enchères pour 3 334 751 pesetas (environ 26 500 $). En dépit de l'initiative pour en faire un musée, l'ex U-573 est envoyé à la ferraille. Il était alors le dernier U-Boot de la Seconde Guerre mondiale encore en service.
Son canon Rheinmetall Borsig 88 mm / 45 est exposé au musée naval de Carthagène.
Un autre U-Boot fut bloqué en Espagne pendant la Seconde Guerre mondiale, il s'agit de l'U-760.

## Commandements successifs
dans la Kriegsmarine
- Kapitänleutnant Heinrich Heinsohn du 5 juin 1941 au 2 mai 1942.

dans l'Armada Española
- Capitán de corbeta Carrero Carré Guillermo du 1er janvier 1946 au 26 septembre 1949.
- Capitán de corbeta Ayuso Serrano Jacinto du 26 septembre 1949 au 27 novembre 1952.
- Capitán de corbeta Flórez y Cabeza de Vaca Joaquín du 27 novembre 1952 au 18 novembre 1954.
- Capitán de corbeta Clavijo Navarro Tomás du 18 novembre 1954 au 4 mai 1956.
- Capitán de corbeta Moreno Aznar Juan Antonio du 4 mai 1956 au 4 mai 1960.
- Capitán de corbeta González Romero Enrique du 4 mai 1960 au 20 septembre 1961.
- Capitán de corbeta Rodríguez Méndez-Núñez Luis du 20 septembre 1961 au 15 février 1965.
- Capitán de corbeta Martí Narbona Luis Fernando du 15 février 1965 au 15 septembre 1966.
- Capitán de corbeta Segura Agacino Enrique du 15 septembre 1966 au 23 avril 1968.
- Capitán de corbeta Cavestany García Francisco Javier du 23 avril 1968 au 2 mai 1970.

## Affectations
- 3. Unterseebootsflottille du 5 juin 1941 au 1er septembre 1941 (Période de formation).
- 3. Unterseebootsflottille du 1er septembre 1941 au 31 décembre 1941 (Unité combattante).
- 29. Unterseebootsflottille du 1er janvier 1942 au 2 mai 1942 (Unité combattante).

## Patrouilles de guerre
|       | Commandant               | Départ            | Départ      | Arrivée          | Arrivée     | Jours     | Succès  |
| ----- | ------------------------ | ----------------- | ----------- | ---------------- | ----------- | --------- | ------- |
| 1     | Kptlt. Heinrich Heinsohn | 27 septembre 1941 | Kiel        | 15 novembre 1941 | St. Nazaire | 50 jours  |         |
| 2     | Kptlt. Heinrich Heinsohn | 7 décembre 1941   | St. Nazaire | 9 décembre 1941  | St. Nazaire | 3 jours   |         |
|       | Kptlt. Heinrich Heinsohn | 11 décembre 1941  | St. Nazaire | 30 décembre 1941 | Pula        | 20 jours  | 5 289   |
| 3     | Kptlt. Heinrich Heinsohn | 2 février 1942    | Pula        | 6 mars 1942      | Pula        | 33 jours  |         |
| 4     | Kptlt. Heinrich Heinsohn | 20 avril 1942     | Pula        | 2 mai 1942       | Carthagène  | 13 jours  |         |
| Total | Total                    | Total             | Total       | Total            | Total       | 119 jours | 5 289 t |

Note : Kptlt. = Kapitänleutnant

## Navires coulés
L'U-573 coula 1 navire marchand de 5 289 tonneaux au cours des quatre patrouilles (119 jours en mer) qu'il effectua.
| Date             | Nom    | Nationalité | Tonnage | Sort  |
| ---------------- | ------ | ----------- | ------- | ----- |
| 21 décembre 1941 | Hellen | Norvège     | 5 289   | Coulé |